# Championnat de Norvège d'échecs
Le championnat de Norvège d'échecs (en norvégien : NM i sjakk) est une compétition organisée par la Fédération norvégienne des échecs. Il s'agit d'un tournoi annuel organisé en Norvège, généralement au cours du mois de juillet. Le tournoi (Landsturnering en norvégien) a lieu dans différentes villes chaque année. Les clubs peuvent postuler pour son organisation, qui est décidée par la Fédération norvégienne des échecs (Norges Sjakkforbund).

## Palmarès du tournoi mixte
Ce tableau résume tous lauréats des championnats passés. 
Le tournoi n'a pas eu lieu en 1928 ni en 1939 en raison des championnats nordiques organisés à Oslo, et il n'y a eu aucun événement entre 1940 et 1944, lorsque la Norvège était occupée par l'Allemagne nazie. 
Le tournoi de 2020 devait avoir lieu à Stjordal mais a été annulé en raison de la pandémie COVID-19.
Le nombre de participants est le nombre de joueurs dans tout le Landsturnering, pas seulement dans la section "championnat". Les champions sont recensés avec leur club d'appatenance lorsqu'ils ont remporté le championnat. Lorsque c'est nécessaire, les titres sont décidés par les matches de barrage en raison de scores égaux dans le tournoi principal.
| Année | Ville                     | Champion et club                                                  | Joueurs            |
| ----- | ------------------------- | ----------------------------------------------------------------- | ------------------ |
| 1918  | Kristiania (Oslo)         | Josef Lilja, Christiania Schakselskab                             | 30                 |
| 1919  | Kristiania (Oslo)         | Jac. A. Brekke, Christiania Schakselskab                          | 30                 |
| 1920  | Kristiania (Oslo)         | Jac. A. Brekke, Christiania Schakselskab                          | 32                 |
| 1921  | Bergen                    | H. G. Hansen, Christiania Schakselskab (après match de départage) | 27                 |
| 1922  | Kristiania (Oslo)         | A. M. Erichsen, Christiania Schakselskab                          | 30                 |
| 1923  | Kristiania (Oslo)         | Jac. A. Brekke, Christiania Schakselskab                          | 30                 |
| 1924  | Kristiania (Oslo)         | Leif F. D. Lund, Christiania Schakselskab                         | 49                 |
| 1925  | Oslo                      | Jac. A. Brekke, SK Centrum, Oslo                                  | 66                 |
| 1926  | Bergen                    | Hans Christian Christoffersen, Drammens SK (après play-offs)      | 50                 |
| 1927  | Trondheim                 | H. G. Hansen, Oslo Schakselskap                                   | 40                 |
| 1929  | Drammen                   | Hans Christian Christoffersen, Drammens SK                        | 33                 |
| 1930  | Oslo                      | Olaf M. Olsen (Olaf Barda), SK Odin, Oslo (après play-offs)       | 45                 |
| 1931  | Stavanger                 | Andreas Gulbrandsen, Moss SK                                      | 35                 |
| 1932  | Bergen                    | Eugen Johnsen, SK Odin                                            | 58                 |
| 1933  | Fredrikstad               | Trygve Halvorsen, Oslo Schakselskap (après play-offs)             | 48                 |
| 1934  | Hamar                     | Trygve Halvorsen, Oslo Schakselskap                               | 42                 |
| 1935  | Sandefjord                | Jørgen Saurén, Oslo Schakselskap                                  | 48                 |
| 1936  | Oslo                      | Hans Christian Christoffersen, Drammens SK                        | 60                 |
| 1937  | Trondheim                 | Arne S.B. Krogdahl, Oslo Schakselskap                             | 31                 |
| 1938  | Grimstad                  | Oluf Kavlie-Jørgensen, Bergens SK                                 | 53                 |
| 1945  | Oslo                      | Ernst Rojahn, Tønsberg SK (après play-offs)                       | 132                |
| 1946  | Bergen                    | Erling Myhre, Oslo Schakselskap (après play-offs)                 | 109                |
| 1947  | Kristiansand              | Olaf Barda, Oslo Schakselskap                                     | 79                 |
| 1948  | Fredrikstad               | Olaf Barda, Oslo Schakselskap (après play-offs)                   | 96                 |
| 1949  | Oslo                      | Aage Vestøl, Oslo Schakselskap                                    | 125                |
| 1950  | Trondheim                 | Erling Myhre, Oslo Schakselskap                                   | 96                 |
| 1951  | Stavanger                 | Harry Kongshavn, Oslo Schakselskap                                | 127                |
| 1952  | Skien                     | Olaf Barda, Oslo Schakselskap                                     | 165                |
| 1953  | Fredrikstad               | Olaf Barda, Oslo Schakselskap                                     | 160                |
| 1954  | Drammen                   | Einar Haave, Stavanger SK                                         | 120                |
| 1955  | Stabekk                   | Erling Myhre, Oslo Schakselskap                                   | 113                |
| 1956  | Steinkjer                 | Otto Birger Morcken, Oslo Schakselskap                            | 94                 |
| 1957  | Lillehammer               | Olaf Barda, Oslo Schakselskap                                     | 148                |
| 1958  | Ålesund                   | Ernst Rojahn, Tønsberg SK                                         | 111                |
| 1959  | Oslo                      | Svein Johannessen, Oslo Schakselskap                              | 131                |
| 1960  | Fredrikstad               | Daan de Lange, Hamar SS                                           | 108                |
| 1961  | Sandefjord                | Per Ofstad, Bergens SK                                            | 145                |
| 1962  | Hamar                     | Svein Johannessen, Oslo Schakselskap                              | 174                |
| 1963  | Moss                      | Ragnar Hoen, Oslo Schakselskap                                    | 156                |
| 1964  | Oslo                      | Arne Zwaig, Oslo Schakselskap                                     | 143                |
| 1965  | Mosjøen                   | Arne V. Gulbrandsen, Oslo Schakselskap                            | 112                |
| 1966  | Bodø                      | Paul Svedenborg, Narvik SK                                        | 160                |
| 1967  | Bergen                    | Paul Svedenborg, Narvik SK                                        | 130                |
| 1968  | Oslo                      | Arne V. Gulbrandsen, Oslo Schakselskap                            | 202                |
| 1969  | Hamar                     | Arne Zwaig, Oslo Schakselskap                                     | 178                |
| 1970  | Kristiansund              | Svein Johannessen, Oslo Schakselskap                              | 156                |
| 1971  | Skien                     | Terje Wibe, Oslo Schakselskap (après play-offs)                   | 214                |
| 1972  | Røros                     | Erling Kristiansen                                                | 270                |
| 1973  | Sandnes                   | Svein Johannessen, SK Fischer                                     | 326                |
| 1974  | Sandefjord                | Leif Øgaard, Oslo Schakselskap                                    | 378                |
| 1975  | Oslo                      | Leif Øgaard, Oslo Schakselskap                                    | 327                |
| 1976  | Harstad                   | Knut J. Helmers, SK Stjernen                                      | 215                |
| 1977  | Bergen                    | Knut J. Helmers, SK Stjernen                                      | 330                |
| 1978  | Risør                     | Ragnar Hoen, Oslo Schakselskap                                    | 375                |
| 1979  | Molde                     | Leif Øgaard, Oslo Schakselskap                                    | 419                |
| 1980  | Oslo                      | Sverre Heim, Akademisk SK                                         | 546                |
| 1981  | Kirkenes                  | Ragnar Hoen, Oslo Schakselskap                                    | 226                |
| 1982  | Lillehammer               | Simen Agdestein, Asker SK (après play-offs)                       | 417                |
| 1983  | Trondheim                 | Bjørn Tiller, Oslo Schakselskap                                   | 377                |
| 1984  | Oslo                      | Berge Østenstad, Asker SK                                         | 427                |
| 1985  | Gausdal                   | Leif Øgaard, Brugata SK                                           | 299                |
| 1986  | Steinkjer                 | Simen Agdestein, Oslo Schakselskap                                | 297                |
| 1987  | Kristiansand              | Jonathan Tisdall, Brugata SK (après play-offs)                    | 437                |
| 1988  | Asker                     | Simen Agdestein, Oslo Schakselskap                                | 564                |
| 1989  | Randaberg                 | Simen Agdestein, Oslo Schakselskap                                | 446                |
| 1990  | Brønnøysund               | Berge Østenstad, Asker SK                                         | 334                |
| 1991  | Gjøvik                    | Jonathan Tisdall, Brugata SK                                      | 587                |
| 1992  | Kristiansund              | Einar Gausel, Oslo Schakselskap                                   | 463                |
| 1993  | Oslo                      | Leif Øgaard, Oslo Schakselskap                                    | 588                |
| 1994  | Drammen                   | Berge Østenstad, Asker SK                                         | 519                |
| 1995  | Namsos                    | Jonathan Tisdall, Nordstrand SK                                   | 433                |
| 1996  | Alta                      | Einar Gausel, Oslo Schakselskap                                   | 299                |
| 1997  | Stavanger                 | Berge Østenstad, Asker SK                                         | 486                |
| 1998  | Oslo                      | Roy H. Fyllingen, Bergens SK                                      | 537                |
| 1999  | Gausdal                   | Berge Østenstad, Asker SK (après play-offs)                       | 414                |
| 2000  | Asker                     | Simen Agdestein, NTG (après play-offs)                            | 427                |
| 2001  | Kristiansund              | Einar Gausel, Oslo Schakselskap                                   | 420                |
| 2002  | Røros                     | Simen Agdestein, NTG                                              | 549                |
| 2003  | Fredrikstad               | Berge Østenstad, Asker SK                                         | 623                |
| 2004  | Molde                     | Berge Østenstad, Asker SK (après play-offs)                       | 520                |
| 2005  | Sandnes                   | Simen Agdestein, NTG (après match de départage)                   | 583                |
| 2006  | Moss (Mossehallen)        | Magnus Carlsen, NTG (après match de départage)                    | 533                |
| 2007  | Hamar (Scandic Hotel)     | Espen Lie, Porsgrunn (après match de départage)                   | 501                |
| 2008  | Tønsberg (Slagenhallen)   | Frode Elsness, Moss (après match de départage)                    | 471                |
| 2009  | Bergen (Haukelandshallen) | Kjetil Aleksander Lie, Porsgrunn                                  | 513                |
| 2010  | Fredrikstad               | Kjetil Aleksander Lie, Porsgrunn (après play-offs)                | 485                |
| 2011  | Oslo(Njårdhallen)         | Berge Østenstad, Asker SK (après play-offs)                       | 496                |
| 2012  | Sandefjord                | Frode Olav Olsen Urkedal, SK 1911 (après play-offs)               | 437                |
| 2013  | Lillehammer               | Jon Ludvig Hammer, Oslo Schakselskap                              | 490                |
| 2014  | Trondheim                 | Frode Olav Olsen Urkedal, SK 1911                                 | 503                |
| 2015  | Oslo (Oppsal Arena)       | Aryan Tari, Vålerenga SK                                          | 671                |
| 2016  | Tromsø                    | Johan Salomon, Nordstrand                                         | 378                |
| 2017  | Stavanger                 | Jon Ludvig Hammer, Oslo Schakselskap                              | 606                |
| 2018  | Sarpsborg                 | Jon Ludvig Hammer                                                 | 544                |
| 2019  | Larvik                    | Aryan Tari                                                        | 526                |
| 2020  | championnat annulé        | championnat annulé                                                | championnat annulé |
| 2021  | Bergen                    |                                                                   |                    |
| 2022  | Kongsvinger               | Simen Agdestein                                                   |                    |
| 2023  | Oslo                      | Simen Agdestein,                                                  |                    |
| 2024  | Gol                       | Aksel Bu Kvaloy (nn)                                              |                    |

## Palmarès du tournoi féminin
| Année | Championne                 |
| ----- | -------------------------- |
| 2024  | Sheila Barth Stanford (en) |

## Règles de participation et autres classes
Les règles de participation au championnat sont déterminées par la Fédération norvégienne des échecs (NSF).
La section de championnat («Elite») est réservée aux joueurs les mieux classés. Afin de rentrer en lice pour le titre le plus prestigieux, un joueur doit remplir au moins l'un des critères suivants:
- Avoir remporté le championnat norvégien l'une des trois années précédentes.
- Avoir terminé troisième ou mieux au championnat de l'année précédente.
- Avoir remporté le championnat national dans la section junior l'année précédente.
- Avoir terminé au moins deuxième dans la section Master (la deuxième section la plus élevée, immédiatement sous Elite) l'année précédente.
- Avoir fait un résultat de tournoi qui accorde ou susceptible d'accorder (pour les joueurs qui ont déjà un titre de MI) une norme de Maître International au cours de l'année précédente.
- Avoir un classement Elo suffisamment élevé (à partir de 2011, le classement minimal est de 2350[16]).
- Avoir été jugé éligible à la participation par le Comité d'élite de la Fédération norvégienne d'échecs d'une autre manière.

Le plus souvent, la fédération recherche un nombre pair de participants dans la section "championnat" pour éviter que des byes ne se produisent.
Cependant, le Landsturnering a plusieurs sections pour les joueurs moins bien classés, ainsi que des sections pour différents groupes d'âge. En général, les joueurs doivent être membres de la Fédération norvégienne d'échecs ou d'un club affilié à la fédération, bien que des exceptions puissent être faites si la personne est membre d'une autre fédération nationale d'échecs. Pour être éligible à un titre de champion, un joueur doit être un citoyen norvégien ou avoir résidé en Norvège au cours de l'année écoulée.
La réglementation actuelle prévoit les catégories d'âge suivantes:
- Senior A (plus de 60 ans)
- Senior B (plus de 60 ans, moins de 1500 Elo)
- Junior A (moins de 20 ans)
- Junior B (moins de 20 ans, moins de 1500 Elo)
- Cadet A (moins de 16 ans)
- Cadet B (moins de 16 ans, moins de 1250 Elo)
- Lilleputt (moins de 13 ans)
- Miniputt (moins de 11 ans)

Les catégories Senior, Junior et Cadet sont divisées en un groupe «A» et «B», selon le classement Elo, mais sont combinées si l'un ou l'autre des groupes compte moins de 10 participants. Une section distincte pour Junior B n'a pas été organisée dans certains tournois, et en 2008 le nombre de participants dans cette section était de zéro.
Les sections de classement sont ouvertes aux joueurs de tous âges et sont divisées en classes
- Mester (Master) (plus de 2000)
- 1 (classement 1750–1999)
- 2 (classement de 1500 à 1749)
- 3 (note 1250–1499)
- 4 (classement 1000–1249)
- 5 (joueurs non qualifiés pour une section supérieure)

Un joueur ne peut pas être obligé de jouer dans une classe supérieure à ce que la dernière liste de classement indique. Cependant, un joueur peut choisir de jouer dans une catégorie supérieure si un classement suffisamment élevé a été obtenu sur l'une des quatre listes de classement officielles au cours de l'année. En outre, les joueurs peuvent choisir de jouer dans une section supérieure s'ils ont obtenu au moins 60% de victoires dans cette même classe l'année précédente, s'ils étaient dans les 7% meilleurs de la catégorie en dessous de l'année précédente, ou s'ils ont remporté le Grand prix norvégien, qui consiste en une série de tournois. De plus, les vainqueurs des championnats individuels du circuit et le champion de Norvège du Nord sont automatiquement qualifiés pour jouer dans la classe Master, quel que soit leur classement. 
Les deux premiers de la classe Master se qualifient pour la section championnat de l'année suivante.

## Appariement
Au cours des dix dernières années, la section championnat a eu environ 20 joueurs. S'il y a au moins 16 joueurs, il est organisé sous forme de tournoi Monrad de neuf tours, un système similaire au tournoi système suisse . Les politiques officielles de la Fédération norvégienne d'échecs permettent également d'organiser le tournoi comme un tournoi toutes rondes avec 10 ou 12 joueurs. À partir de 2013, le système suisse régulier est utilisé dans la section Championnat, et sera une alternative au Monrad dans les autres sections.
Si deux joueurs ou plus sont à égalité de points à la fin du tournoi, les règles du tie - break dépendent du système utilisé. Lorsque le tournoi est organisé comme un Monrad, un système Buchholz modifié est utilisé, où le premier tie-break est la somme des scores des adversaires d'un joueur, à l'exception des deux plus faibles. En cas d'égalité persistante, le deuxième score le plus faible puis le score le plus faible sont ajoutés aux points de départage. En cas d'égalité, le système Sonneborn-Berger (ou Neustadt) les départage, c'est-à-dire la somme des scores des adversaires vaincus plus la moitié des scores des adversaires qui ont fait nulle. En 2015, lorsque le système suisse a été utilisé dans toutes les sections, les tiebreaks, dans l'ordre, étaient la médiane de Buchholz (les adversaires les plus forts et les plus faibles ont été écartés), le Buchholz -1 (sans l'adversaire le plus faible), le Buchholz régulier et enfin la note moyenne des adversaires.
Avant 2014 les sections Championnat, Junior, Cadet et Senior, une égalité entraînait un barrage (play-off) pour le titre dans les 60 jours suivant la fin du tournoi principal. Les règles du play-off ont changé plusieurs fois. Un changement de règle en 2013 a aboli le play-off entièrement effectif à partir du tournoi 2014.

## Champions norvégiens d'échecs par correspondance
Fondée en 1945, la Fédération norvégienne des échecs postaux (NPSF) organise des championnats nationaux dans cette modalité.  Edvard Sterud et Terje Wibe sont en téte de liste des champions avec 6 titres chacun.
1. Olaf Barda (1946-47)
2. Sverre Lillelien (1947-48)
3. Olaf Barda (1949-50)
4. Erik Madsen (1951-52)
5. Einar Tinnesand (1952-53)
6. Per Lindholm (1953-54)
7. Kare Ormhaug (1954-55)
8. Henry Pettersen (1955-56)
9. Daan de Lange (1956-57)
10. Edvard Sterud (1957-58)
11. Sverre Aarseth (1958-59)
12. Edvard Sterud (1959-60)
13. Daan de Lange (1960-61)
14. Jan Svenneby (1961-62)
15. Edvard Sterud (1962-63)
16. Per Lindblon (1963-64)
17. Henry Pettersen (1964-65)
18. Trygve Plukkerud (1965-66)
19. Jan Svenneby (1966-67)
20. Daan de Lange (1967-68)
21. Einar Hatlebakk (1968-69)
22. Edvard Sterud (1969-70)
23. Edvard Sterud (1970-71)
24. Odd Lie (1971-72)
25. Nils Larsen (1972-73)
26. Leif Øgaard (1973-74)
27. Karl Michelsen,jr (1974-75)
28. Henry Pettersen (1975-76)
29. Øystein Sande (1976-77)
30. Terje Wibe (1977-78)
31. Dag Orseth (1978-79)
32. Terje Wibe (1979-80)
33. Terje Wibe (1980-81)
34. Erling Iversland (1981-82)
35. Terje Wibe (1982-83)
36. Einar HatlebAKK (1983-84)
37. Odd Lie (1984-85)
38. Øystein Sande (1985-86)
39. Tore Resøy (1986-87)
40. Ivar Bern (1987-88)
41. Petter Stigar (1988-89)
42. Terje Wibe (1989-90)
43. Jan Svenneby (1990-91)
44. Janos Szalai (1991-92)
45. Rune Gasemar (1992-93)
46. Terje Wibe (1993-94)
47. Sven Wisloff-Nilsen (1994-95)
48. Bjorn Minge (1995-96)
49. Øystein Lorentzen (1996-97)
50. Rune Bergquist (1997-98)
51. Edvard Sterud (1998-99)
52. Jens Otto Jenssen (1999-2000)
53. Rune Bergquist (2000-01)
54. Øystein Lorentzen (2001-02)
55. Svein Olsen (2002-03)
56. Øystein Lorentzen (2003-04)
57. Tor-Arne Klausen (2004-05) [39]
58. Øystein Lorentzen (2005-06) [40]
59. Morten Lilleoren (2006-07)  [41]
60. Arne Trana (2007-08)  [42]
61. Cato Bekkesleten (2008-09)  [43]
62. Rune Andersen (2009-10)  [44]
63. Arild Haugen (2010-11)  [45]
64. Trond Glørstad - Arild Haugen (2011-12)  [46]
65. Terje Hagen (2012-13)  [47]
66. Reidar Gramsstad (2013-14)  [48]
67. Arild Haugen (2014-15)  [49]
68. Anders Johansen (2015-16)  [50]
69. Anders Høyer Berg -  Ole Hegelund (2016-17) [51]
70. Arild Haugen (2017-18)  [52]
71. Finn Wister (2018-19)  [53]
72. Reidar Gramstad (2019-20)  [54]
73. Arild Haugen (2020-21)  [55]
74. James Steedman (2021-22)  [56]